# Mooskopf (Kaunertal)
Der Mooskopf ist ein 2532 m ü. A. hoher Berg im Kaunergrat, der zu den Ötztaler Alpen gehört, und liegt nordwestlich des Madatschkopfes.

## Routen zum Gipfel
Von der Verpeilhütte im Verpeiltal ist der Mooskopf in etwa 90 Minuten Wanderung zu erreichen.